# Vườn quốc gia Šumava
Vườn quốc gia Šumava (tiếng Séc: Národní park Šumava, thường viết tắt là NP Šumava) là một vườn quốc gia ở Plzeň và Nam Bohemia của Cộng hòa Séc dọc biên giới với Đức (nơi có Vườn quốc gia Bayerischer) và nước Áo. Vườn quốc gia này bảo vệ khu vực có ít sinh vật sinh sống của dãy núi Šumava.
Dãy núi Šumava được bao phủ nhiều rừng nhất ở Trung Âu. Ban đầu một khu vực bảo vệ cảnh quan đã được công bố ngày 12 tháng 12 năm 1963 với diện tích toàn bộ dãy núi Šumava. Ngày 20 tháng 3 năm 1991, phần có giá trị nhất của khu vực đã được công bố là vườn quốc gia còn các khu vực còn lại của khu vực bảo vệ cảnh quan là vùng đệm.